# 23 tháng 6
Ngày 23 tháng 6 là ngày thứ 174 (175 trong năm nhuận) trong lịch Gregory. Còn 191 ngày trong năm.

## Sự kiện
- 195 TCN - Thái tử Lưu Doanh kế vị hoàng đế triều Hán, tức Hán Huệ Đế, song quyền lực trên thực tế nằm trong tay Lã thái hậu.
- 617 – Tại thành Tấn Dương, Lý Uyên cử binh phản Tùy.
- 947 – Lưu Tri Viễn tiến vào Lạc Dương, sai người sát hại Hoàng đế Lý Tòng Ích do người Khiết Đan lập nên, tức ngày Bính Thìn (3) tháng 6 năm Đinh Mùi.
- 1828 – Miguel I đoạt vương vị của cháu gái là Maria II, đánh dấu khởi đầu Nội chiến Bồ Đào Nha.
- 1868 – Christopher Sholes nhận được bằng sáng chế máy đánh chữ
- 1884 – Chiến tranh Pháp-Đại Nam: Khởi đầu trận Bắc Lệ giữa quân Thanh và quân Pháp, cuối cùng quân Thanh giành được chiến thắng.
- 1894 – Ủy ban Olympic Quốc tế được thành lập tại Đại học Paris theo sáng kiến của Bá tước Pierre de Coubertin.
- 1926 – Tổ chức phi lợi nhuận College Board của Hoa Kỳ thực hiện cuộc kiểm tra SAT đầu tiên.
- 1961 – Hiệp ước châu Nam Cực có hiệu lực, bảo đảm tự do nghiên cứu khoa học và nghiêm cấm các hoạt động quân sự trên châu lục này.
- 1956 – Gamal Abdel Nasser được bầu làm Tổng thống Ai Cập sau khi lật đổ nền quân chủ của nhà Muhammad Ali.
- 1985 – Một quả bom phát nổ trên chuyến bay 182 của Air India, khiến chiếc Boeing 747 rơi xuống Đại Tây Dương gần Ireland, làm 329 người trên chuyến bay thiệt mạng.
- 1989 – Hội nghị toàn thể của Đảng Cộng sản Trung Quốc quyết định bãi chức Tổng bí thư Ủy ban Trung ương đảng của Triệu Tử Dương.
- 1314 - Chiến tranh giành độc lập lần thứ nhất của Scotland: Trận chiến Bannockburn giữa Vương quốc Scotland và Vương quốc Anh diễn ra, kết quả là người Scotland chiến thắng.

- 1991 - Chú nhím Sonic ra đời trên hệ máy Sega Genesis/Mega Drive.

## Sinh
- 1912 - Alan Mathison Turing, nhà toán học, logic học và mật mã học người Anh (m. 1954)
- 1922 - Hùng Lân, nhạc sĩ Việt Nam (m. 1986)
- 1929 - Nguyễn Văn Hiếu, tướng lĩnh Quân lực Việt Nam Cộng hòa (m. 1975)
- 1946 - Ted Shackleford, diễn viên Mỹ
- 1948 - Darhyl S. Ramsey, nhà văn Mỹ
- 1972 - Zinédine Zidane, cầu thủ bóng đá người Pháp
- 1976 - Patrick Vieira, cầu thủ bóng đá người Pháp
- 1991 - Nhím Sonic, nhân vật biểu tượng của Sega Corporation

## Mất
- 947 - Lý Tòng Ích, hoàng đế Trung Hoa, tức ngày Bính Thìn (3) tháng 6 năm Đinh Mùi (s. 931)
- 947 - Vương thục phi, phi tần triều Hậu Đường
- 1908 - Doppo Kunikida, nhà văn Nhật (s. 1871)
- 1999 - Buster Merryfield, diễn viên Anh (s. 1920)

## Ngày lễ và kỷ niệm
- Ngày Dịch vụ Công cộng Liên Hợp Quốc (United Nations Public Service Day)